# ブランドン・スナイダー
ブランドン・ロジャー・スナイダー（Brandon Roger Snyder , 1986年11月23日 - ）はアメリカ合衆国・ネバダ州クラーク郡ラスベガス・バレー出身のプロ野球選手（一塁手、三塁手、外野手）。右投右打。MLBのワシントン・ナショナルズ傘下所属。
父のブライアン・スナイダーも元メジャーリーガー（投手）である。

## 経歴

### プロ入りとオリオールズ時代
2005年のMLBドラフト1巡目（全体13位）でボルチモア・オリオールズから指名され、プロ入り。
2010年9月10日のデトロイト・タイガース戦でメジャーデビューを果たす。9月13日のトロント・ブルージェイズ戦でマーク・ゼプチンスキーからメジャー初安打を放った。

### レンジャーズ時代
2012年1月3日にテキサス・レンジャーズへトレードされた。5月2日のブルージェイズ戦でリッキー・ロメロからメジャー初本塁打を記録した。8月2日にマイク・オルトと入れ替わりでAAA級ラウンドロック・エクスプレスに降格した。12月22日にマイナー契約を結んで残留したが、2013年3月27日に自由契約となった。

### レッドソックス時代

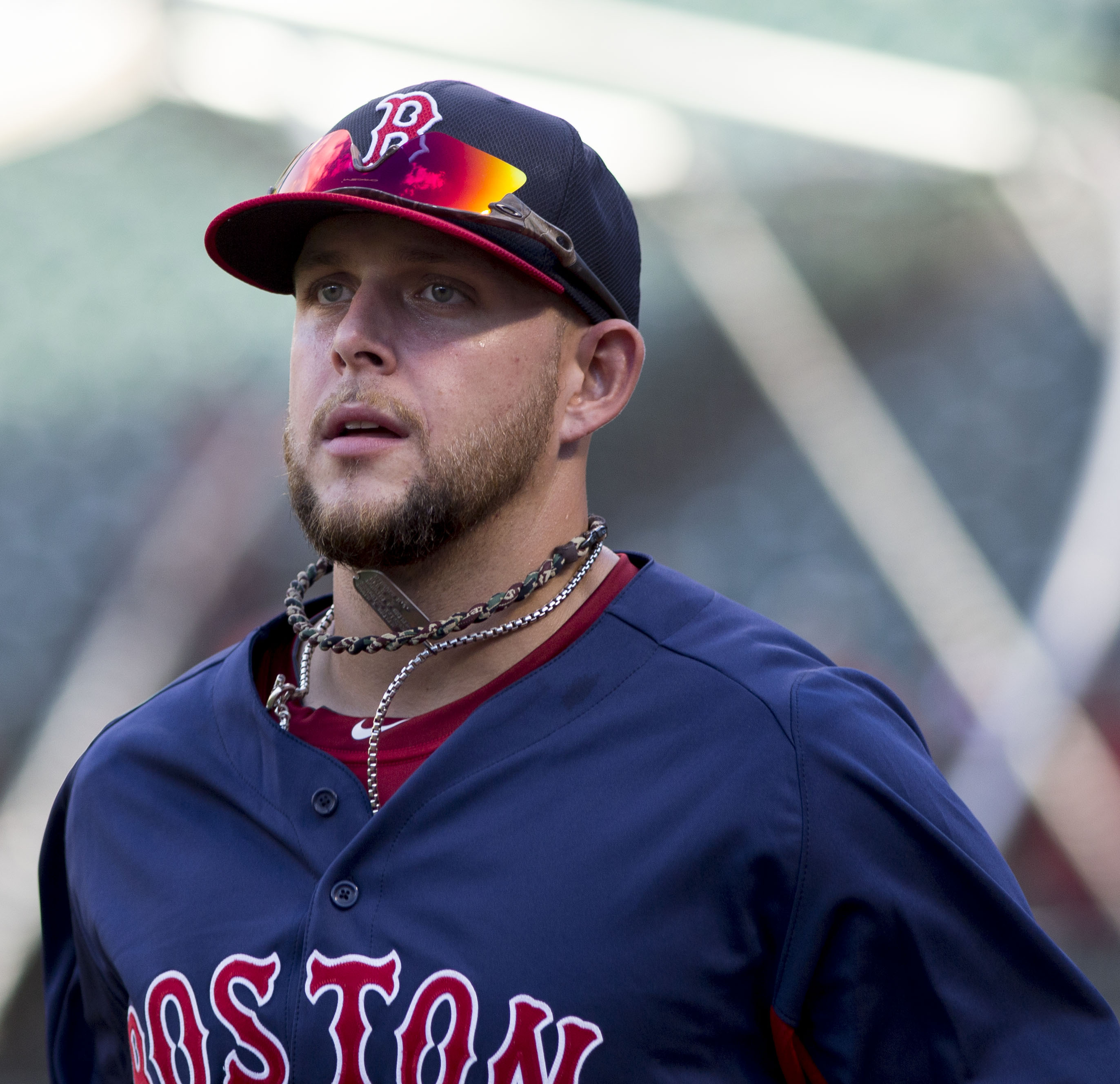
レッドソックス時代(2013年7月26日)

2013年3月31日にボストン・レッドソックスとマイナー契約を結んだ。この年メジャーでは27試合に出場し、打率.180・2本塁打・7打点の成績を残した。オフの11月4日にFAとなったが、21日にレッドソックスとマイナー契約で再契約した。
2014年は一年間傘下のAAA級ポータケット・レッドソックスでプレーした。オフにFAとなった。

### オリオールズ傘下時代
2015年、当初は独立リーグ・アトランティックリーグのサザンメリーランド・ブルークラブスと契約したが、4月27日にオリオールズとマイナー契約を結んだ。この年もメジャー出場は無く、11月6日にFAとなった。

### ブレーブス時代
2015年11月17日にアトランタ・ブレーブスとマイナー契約を結んだ。
2016年の開幕は傘下のAAA級グウィネット・ブレーブスで迎えた。6月2日にゴードン・ベッカムの15日間の故障者リスト入りに伴い、メジャー契約を結んでアクティブ・ロースター入りした。8月7日に戦力外となり、9日に40人枠を外れる形でAAA級グウィネットへ配属された。8月25日に再びメジャー契約を結んでアクティブ・ロースター入りした。10月7日に再び40人枠から外れる形でAAA級グウィネットへ配属された後、15日にFAとなった。

### ナショナルズ傘下時代
2016年11月19日にワシントン・ナショナルズとマイナー契約を結び、2017年のスプリングトレーニングに招待選手として参加することになった。
2017年は傘下のAAA級シラキュース・チーフスでプレーし、121試合に出場して打率.263・23本塁打・77打点・4盗塁の成績を残した。また、6月には阪神タイガースが獲得を目指しているという報道があったが、移籍は実現しなかった（実際に入団したのはジェイソン・ロジャース）。オフの11月6日にFAとなった。

### レイズ時代
2017年12月14日にタンパベイ・レイズとマイナー契約を結び、2018年のスプリングトレーニングに招待選手として参加することになった。
2018年は開幕を傘下のAAA級ダーラム・ブルズで迎え、4月17日にメジャー契約を結んでアクティブ・ロースター入りした。4月20日にブラッド・ミラーが故障者リストより復帰すると戦力外となり、翌21日にマイナー契約でAAA級ダーラムへ配属された。10月2日に自由契約となった。

### ナショナルズ傘下復帰
2020年11月5日にナショナルズとマイナー契約を結び、スプリングトレーニングに招待選手として参加することになった。

## 詳細情報

### 年度別打撃成績
| 年 度    | 球 団    | 試 合 | 打 席 | 打 数 | 得 点 | 安 打 | 二 塁 打 | 三 塁 打 | 本 塁 打 | 塁 打 | 打 点 | 盗 塁 | 盗 塁 死 | 犠 打 | 犠 飛 | 四 球 | 敬 遠 | 死 球 | 三 振 | 併 殺 打 | 打 率 | 出 塁 率 | 長 打 率 | O P S |
| -------- | -------- | ----- | ----- | ----- | ----- | ----- | -------- | -------- | -------- | ----- | ----- | ----- | -------- | ----- | ----- | ----- | ----- | ----- | ----- | -------- | ----- | -------- | -------- | ----- |
| 2010     | BAL      | 10    | 20    | 20    | 1     | 6     | 2        | 0        | 0        | 8     | 3     | 0     | 1        | 0     | 0     | 0     | 0     | 0     | 3     | 0        | .300  | .300     | .400     | .700  |
| 2011     | BAL      | 6     | 17    | 13    | 2     | 3     | 1        | 0        | 0        | 4     | 1     | 0     | 0        | 0     | 0     | 3     | 0     | 1     | 4     | 0        | .231  | .412     | .308     | .719  |
| 2012     | TEX      | 40    | 69    | 65    | 11    | 18    | 2        | 0        | 3        | 29    | 9     | 0     | 0        | 1     | 0     | 3     | 0     | 0     | 26    | 1        | .271  | .309     | .446     | .755  |
| 2013     | BOS      | 27    | 52    | 50    | 5     | 9     | 3        | 0        | 2        | 17    | 7     | 0     | 0        | 0     | 0     | 0     | 0     | 2     | 16    | 0        | .180  | .212     | .360     | .572  |
| 2016     | ATL      | 37    | 47    | 46    | 8     | 11    | 5        | 1        | 4        | 30    | 9     | 0     | 0        | 0     | 0     | 1     | 0     | 0     | 16    | 1        | .239  | .255     | .652     | .907  |
| 2018     | TB       | 2     | 6     | 6     | 0     | 1     | 1        | 0        | 0        | 2     | 0     | 0     | 0        | 0     | 0     | 0     | 0     | 0     | 2     | 0        | .167  | .167     | .333     | .500  |
| MLB：6年 | MLB：6年 | 122   | 211   | 200   | 27    | 48    | 14       | 1        | 9        | 91    | 29    | 0     | 1        | 1     | 0     | 7     | 0     | 3     | 67    | 2        | .240  | .276     | .455     | .731  |

- 2018年度シーズン終了時

### 背番号
- 58（2010年）
- 29（2011年、2018年）
- 21（2012年）
- 23（2013年）
- 19（2016年）